# David Baltimore
David Baltimore, född 7 mars 1938 i New York City, är en amerikansk mikrobiolog och nobelpristagare. År 1975 erhöll han Nobelpriset i fysiologi eller medicin tillsammans med Renato Dulbecco och Howard M. Temin. Han är professor i biologi vid California Institute of Technology (Caltech), där han tjänstgjorde som president från 1997 till 2006. Han har också fungerat som chef för Joint Center for Translational Medicine, som förenar Caltech och University of California, Los Angeles i ett program för att översätta grundläggande vetenskapliga upptäckter till kliniska realiteter.

## Biografi
Baltimore är son till Gertrude (Lipschitz) och Richard Baltimore. Han växte upp i Queens stadsdelar i Forest Hills och Rego Park, Queens, och flyttade med sin familj till förortsstaden Great Neck, New York medan han gick i andra klass eftersom hans mamma kände att stadens skolor var otillräckliga. Hans far hade uppfostrats som ortodox jude och hans mor var ateist, och Baltimore respekterade judiska helgdagar och skulle delta i synagogan med sin far genom sin Bar Mitzvah. Han tog examen från Great Neck North High School 1956 och utvecklade sitt intresse för biologi under en gymnasiesommar som han tillbringade vid Jackson Laboratory's Summer Student Program i Bar Harbor, Maine.
Baltimore tog sin kandidatexamen med höga utmärkelser vid Swarthmore College 1960. Han tillmäter sitt intresse för molekylärbiologi till George Streisinger under vars mentorskap han arbetade en sommar vid Cold Spring Harbour Laboratory. Baltimores framtida ambitioner var uppenbara i hans arbete som doktorand när han började på MIT:s kandidatprogram i biologi 1960 med ett öppet och drivet tillvägagångssätt för att lära sig vetenskap. Hans tidiga intresse för faggenetik gav honom snabbt ett stort intresse för djurvirus. Han genomgick Cold Spring Harbour-kursen om djurvirologi 1961 och flyttade därefter till Richard Franklins laboratorium vid Rockefeller Institute i New York City, som var ett av få laboratorier som arbetade med molekylär forskning om djurvirologi. Där gjorde han grundläggande upptäckter om virusreplikation och dess effekt på cellmetabolism, bland annat den första beskrivningen av ett RNA-replika. Han tog sin doktorsexamen 1964.

## Karriär och forskning
Efter sin doktorsexamen återvände Baltimore till MIT för postdoktoral forskning med James Darnell 1963. Han fortsatte sitt arbete med virusreplikation med poliovirus och fortsatte utbildning i enzymologi med Jerard Hurwitz vid Albert Einstein College of Medicine 1964/1965.
I februari 1965 rekryterades Baltimore av Renato Dulbecco till det nybildade Salk Institute for Biological Studies i La Jolla som en oberoende forskningsassistent. Där undersökte han poliovirus-RNA-replikering och började en lång karriär för att leda andra forskares tidiga karriärer såsom Marc Girard och Michael Jacobson. De upptäckte mekanismen för proteolytisk klyvning av virala polyproteinprekursorer, och pekade på vikten av proteolytisk bearbetning vid syntesen av eukaryota proteiner. Han träffade också sin kommande hustru, Alice Huang, som började arbeta med Baltimore på Salk1967. [11] [12] Han och Alice genomförde tillsammans viktiga experiment på defekta störande partiklar och virala pseudotyper. Under detta arbete gjorde han en viktig upptäckt om att polio producerade sina virala proteiner som ett enda stort polyprotein som därefter bearbetades till individuella funktionella peptider.

## Massachusetts Institute of Technology

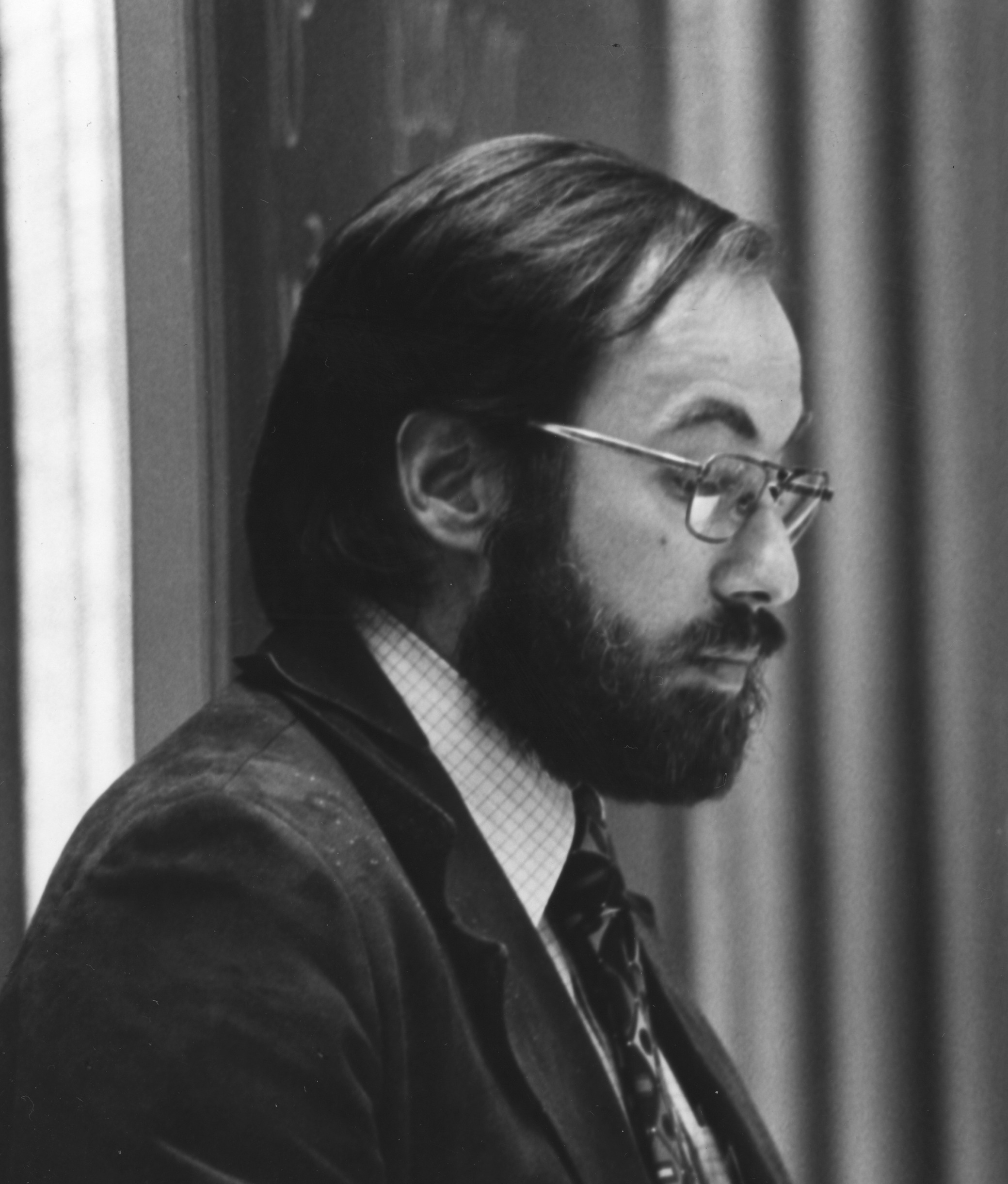
Baltimore in the 1970s

År 1968 rekryterades han av den snart blivande nobelpristagaren Salvador Luria till avdelningen för biologi vid MIT som docent i mikrobiologi. Alice S. Huang flyttade också till MIT för att fortsätta sin forskning om vesikulär stomatitvirus (VSV). De blev ett par och gifte sig i oktober 1968. Vid MIT upptäckte Huang, Baltimore och doktoranden Martha Stampfer att VSV involverade ett RNA-beroende RNA-polymeras i viruspartikeln och använde en ny replikeringsstrategi för att replikera dess RNA-genom. VSV gick in i en värdcell som en enda negativ sträng av RNA, men förde med sig RNA-polymeras för att stimulera transkriptionsprocesser och replikering av mer RNA.
Baltimore utökade detta arbete och undersökte två RNA-tumörvirus, Rauscher murine leukemia virus och Rous sarcoma virus. Han fortsatte med att upptäcka omvänt transkriptas (RTas eller RT) - enzymet som polymeriserar DNA från en RNA-mall. Genom att göra detta upptäckte han en distinkt klass av virus, senare kallat retrovirus, som använder en RNA-mall för att katalysera syntes av viralt DNA.
Upptäckten av omvänd transkriptas, som Baltimore gjorde tillsammans med Howard Temin, som hade föreslagit provirushypotesen, visade att genetisk information kunde förflytta sig dubbelriktat mellan DNA och RNA. De publicerade dessa resultat i en gemensam artikel i tidskriften Nature. Upptäckten framlades som ett bevis på att molekylära och virologiska metoder för att förstå cancer skulle ge nya botemedel mot den fruktade sjukdomen. År 1972, vid 34 års ålder, utnämndes Baltimore professor i biologi vid MIT, en tjänst som han innehade fram till 1997.

### MIT Cancer Center
År 1973 tilldelades Baltimore en prestigefylld amerikansk cancerföreningsprofessur i mikrobiologi. Han blev då också en av de tidiga fakultetsmedlemmarna i det nyligen organiserade MIT-centret för cancer och täckte en kreativ och flitig period av sin karriär med nästan femtio forskningspublikationer inklusive det paradigmförskjutande dokumentet om omvänt transkriptas. Han hedrades som stipendiat av American Academy of Arts and Sciences 1974 och återvände till New York City 1975, för ett sabbatsår vid Rockefeller University i samarbete med Jim Darnell.
År 1975, vid 37 års ålder, delade han Nobelpriset för fysiologi eller medicin med Howard Temin och Renato Dulbecco. Motiveringen lyder, "för deras upptäckter rörande interaktionen mellan tumörvirus och cellens genetiska material." Vid den tiden var Baltimores största bidrag till virologin hans upptäckt av omvänd transkriptas (Rtase eller RT), vilket är viktigt för reproduktionen av retrovirus som HIV och upptäcktes oberoende och ungefär samtidigt av Mizutani och Temin.

### Whitehead Institute of Biomedical Research
Inom ramen för en välgörenhetsdonation av affärsmannen och filantropen Edwin C. "Jack" Whitehead, ombads Baltimore 1982 att hjälpa till med att etablera ett fristående forskningsinstitut som ägnar sig åt grundläggande biomedicinsk forskning. De utformade en unik struktur för ett oberoende forskningsinstitut bestående av "medlemmar" med en nära relation till MIT:s biologiska institution.
Under Baltimores ledning samlades en framstående grupp av grundande medlemmar såsom Gerald Fink, Rudolf Jaenisch, Harvey Lodish och Robert Weinberg som så småningom växte till 20 medlemmar inom discipliner från immunologi, genetik och onkologi till grundläggande utvecklingsstudier på möss och bananflugor. Whitehead Instituts bidrag till biovetenskap har länge varit oöverträffade.
Under denna tid blomstrade Baltimores eget forskningsprogram i det nya institutet. Viktiga genombrott från Baltimores laboratorium inkluderar upptäckten av den viktigaste transkriptionsfaktorn NF-KB av Dr. Ranjan Sen och David Baltimore 1986. Deras avsikt var att identifiera kärnfaktorer som krävs för LG-genuttryck i B-lymfocyter. Det de upptäckte, NF-KB, visade sig ha mycket större betydelse. NF-KB är involverad i reglering av cellulära svar och tillhör kategorin "snabbverkande" primära transkriptionsfaktorer. Deras upptäckt ledde till en "informationsexplosion" som involverade "en av de mest intensivt studerade signalparadigmerna under de senaste två decennierna."

### Rockefeller University
Baltimore tjänstgjorde som chef för Whitehead Institute fram till den 1 juli 1990, då han utsågs till den sjätte presidenten för Rockefeller University i New York City. Han flyttade sin forskargrupp till New York och fortsatte att ge kreativa bidrag till virologi och cellulär reglering. Han började också viktiga reformer i fakultetsledningen och främjade statusen som yngre fakultet vid universitetet. Efter att ha avgått den 3 december 1991 stannade Baltimore kvar vid Rockefeller University-fakulteten och fortsatte forskningen fram till våren 1994. Han gick sedan tillbaka till MIT-fakulteten som Ivan R. Cottrell-professor i molekylärbiologi och immunologi.

### California Institute of Technology
Den 13 maj 1997 utsågs Baltimore till president för California Institute of Technology (Caltech). Under Baltimores tid vid Caltech tilldelade USA:s president Bill Clinton Baltimore National Medal of Science 1999 för hans många bidrag till den vetenskapliga världen. År 2004 gav Rockefeller University Baltimore sin högsta utmärkelse, hedersdoktor i naturvetenskap (honoris causa).
I oktober 2005 avgick Baltimore som president för Caltec och tidigare Georgia Tech. Provost, Jean-Lou Chameau, efterträdde honom i ämbetet. Baltimore är dock fortfarande (2020) Millikanprofessor i biologi vid Caltech och är aktiv medlem av institutets gemenskap. Hans laboratorium vid Caltech är inriktat på två stora forskningsområden: att förstå däggdjursimmunsystemet och skapa virala vektorer för att göra immunsystemet mer effektivt för att motstå cancer.

## Utmärkelser och hedersbetygelser
- Warren Alpert Foundation Prize (2000)
- National Medal of Science (1999)
- Golden Plate Award of the American Academy of Achievement (1986)[43]
- EMBO Member (1983)[44]
- Nobelpriset i fysiologi eller medicin (1975)
- Fellow of the American Academy of Arts and Sciences (1974)
- NAS Award in Molecular Biology (1974)
- Canada Gairdner International Award (1974)[45]
- Gustav Stern Award in Virology (1971)
- Warren Triennial Prize (1971)
- Eli Lilly Award i immunologi och mikrobiologi (1971)